# Atka (Alaska)
Atka è un borgo situato sul lato est dell'Isola di Atka, facente parte dell'Census Area delle Aleutine occidentali. Il comune è compreso nello Stato dell'Alaska, Stati Uniti. La popolazione era di 61 persone al censimento del 2010.
La popolazione di Atka è quasi interamente di origine aleutina, e vive grazie alla grande industria della pesca.

## Geografia fisica
Atka si trova a 52 ° 11'57 "N 174 ° 12'48" W.
Secondo l'US Census Bureau, il borgo ha una superficie totale di 36,2 miglia quadrate (94 km²), di cui 8,7 miglia quadrate (23 km²) di esso è terra e 27,4 miglia quadrate (71 km²) di esso (75,81%) è acqua.

## Società

### Evoluzione demografica
A partire dal censimento del 2000 c'erano: 92 persone, 32 gruppi familiari e 20 famiglie che risiedono nella frazione. La densità di popolazione era di 10,5 persone per miglio quadrato (4.1/km²). C'erano 41 unità abitative ad una densità media di 4,7 per miglio quadrato (1.8/km²). La percentuale etnica della frazione era composta dall'80,43% da nativi americani, 6,52% da bianchi, 1,09% da asiatici, 1,09% da Pacific Islander, e il 10,87% da due o più etnie. 1,09% della popolazione era Ispanica o Latina.
C'erano 32 famiglie, di cui il 40.6% ha avuto bambini sotto l'età di 18 anni che vivono con loro, 37,5% erano coppie di sposi che vivono insieme, 9,4% hanno avuto un capofamiglia femminile senza la presenza del marito e 34.4% erano non-famiglie. Il 28,1% di tutte le famiglie è composto degli individui e il 9,4% ha qualcuno che vive da solo chi era 65 anni o più vecchi. Il formato medio della famiglia era 2,69 ed il formato medio della famiglia era 3.33.
Nel borgo la popolazione è stata sparsa fuori con 30.4% sotto l'età di 18, 7,6% 18 24 29,3% 25 44 23,9% 45 di 64 e 8,7% chi erano 65 anni di età o più anziani. L'età mediana era di 36 anni. Per ogni 100 femmine ci sono 100,0 maschi. Per ogni 100 femmine di età 18 anni, c'erano 106,5 maschi.
Il reddito medio per una famiglia nella frazione era $ 30.938 ed il reddito medio per una famiglia era $ 34.375. I maschi hanno avuto un reddito di $ 28.750 contro $ 33.438 per le femmine. Il reddito pro capite per la frazione era $ 17.080. Il 7,5% della popolazione vive al di sotto della soglia di povertà, compresi i minori di 18 anni e il 26,7% di quelli oltre i 64.